# Synagoge (Spálené Poříčí)

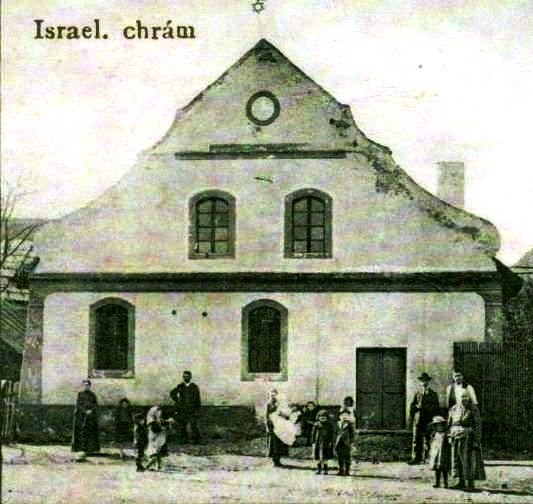
Synagoge in Spálené Poříčí, Postkarte um 1900

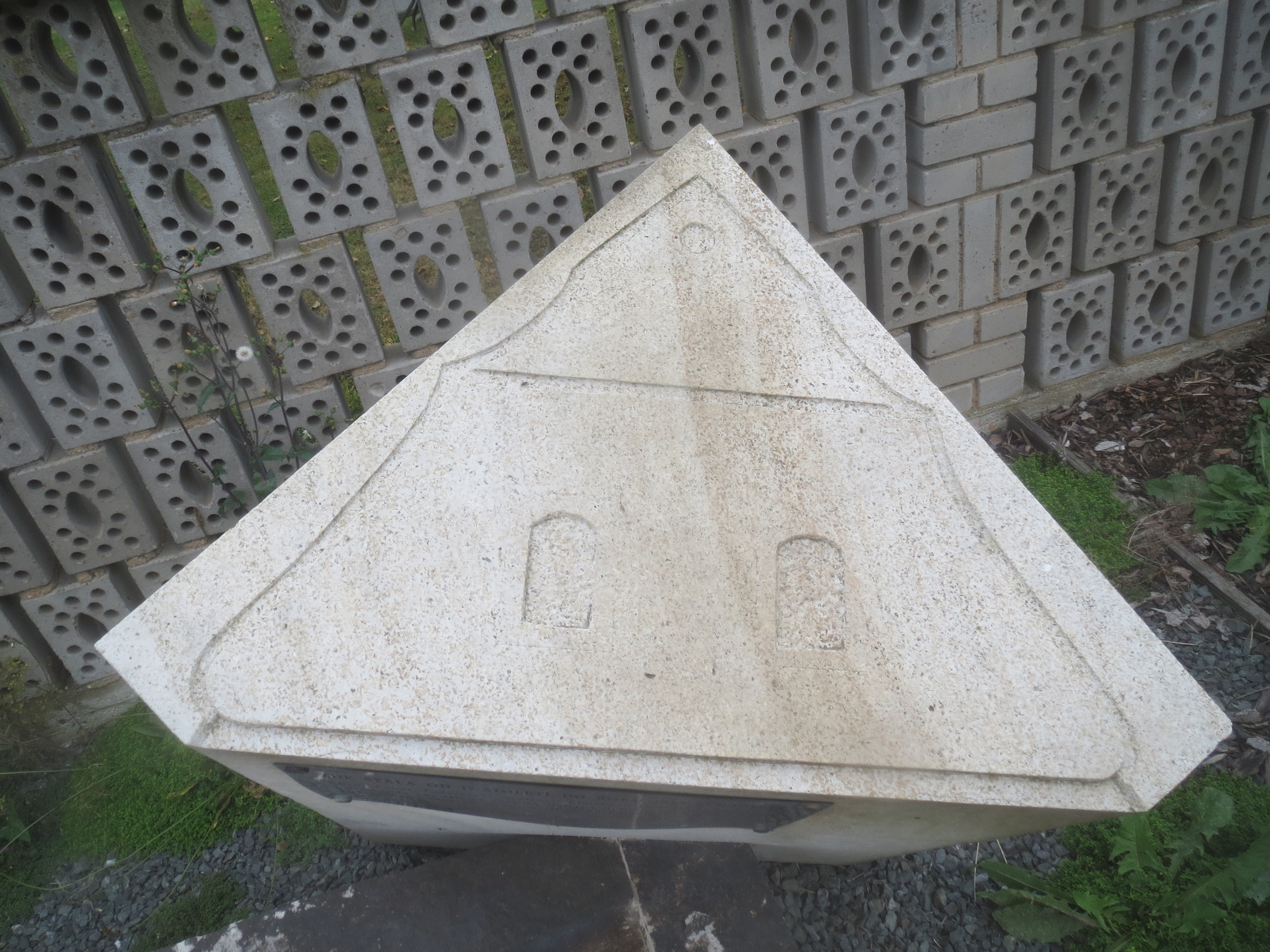
Denkmal für die Synagoge

Der Synagoge in Spálené Poříčí (deutsch Brennporitschen), einer Stadt im Okres Plzeň-jih (Bezirk Pilsen-Süd) in Tschechien, wurde vermutlich im 17. Jahrhundert errichtet. Im Jahr 1925 wurde die Synagoge durch ein Unwetter beschädigt und danach renoviert. Die barocke Synagoge in der Nähe der Judengasse, dem jüdischen Viertel der Stadt, wurde 1946 wegen des schlechten Zustands und weil nahezu alle Juden des Ortes im Holocaust ermordet wurden, abgerissen.
An der Stelle des Gebäudes steht ein Gedenkstein in Form eines umgestürzten Daches der Synagoge.